# Cariús
Cariús là một đô thị thuộc bang Ceará, Brasil. Đô thị này có diện tích 1061,825 km², dân số năm 2007 là 18609 người, mật độ 17,53 người/km².